# Estádio Gilberto Parada
O Estádio Municipal Gilberto Parada é um estádio de futebol boliviano localizado na cidade de Montero, capital da província de Obispo Santistevan no departamento de Santa Cruz.
Inaugurada em 1999,[carece de fontes?] a praça esportiva possui capacidade para 13 mil torcedores.
Atualmente, é onde o clube de futebol Guabirá manda seus jogos na División de Fútbol Profesional (DPF) do Campeonato Boliviano de Futebol.